# Waldemar Bonsels

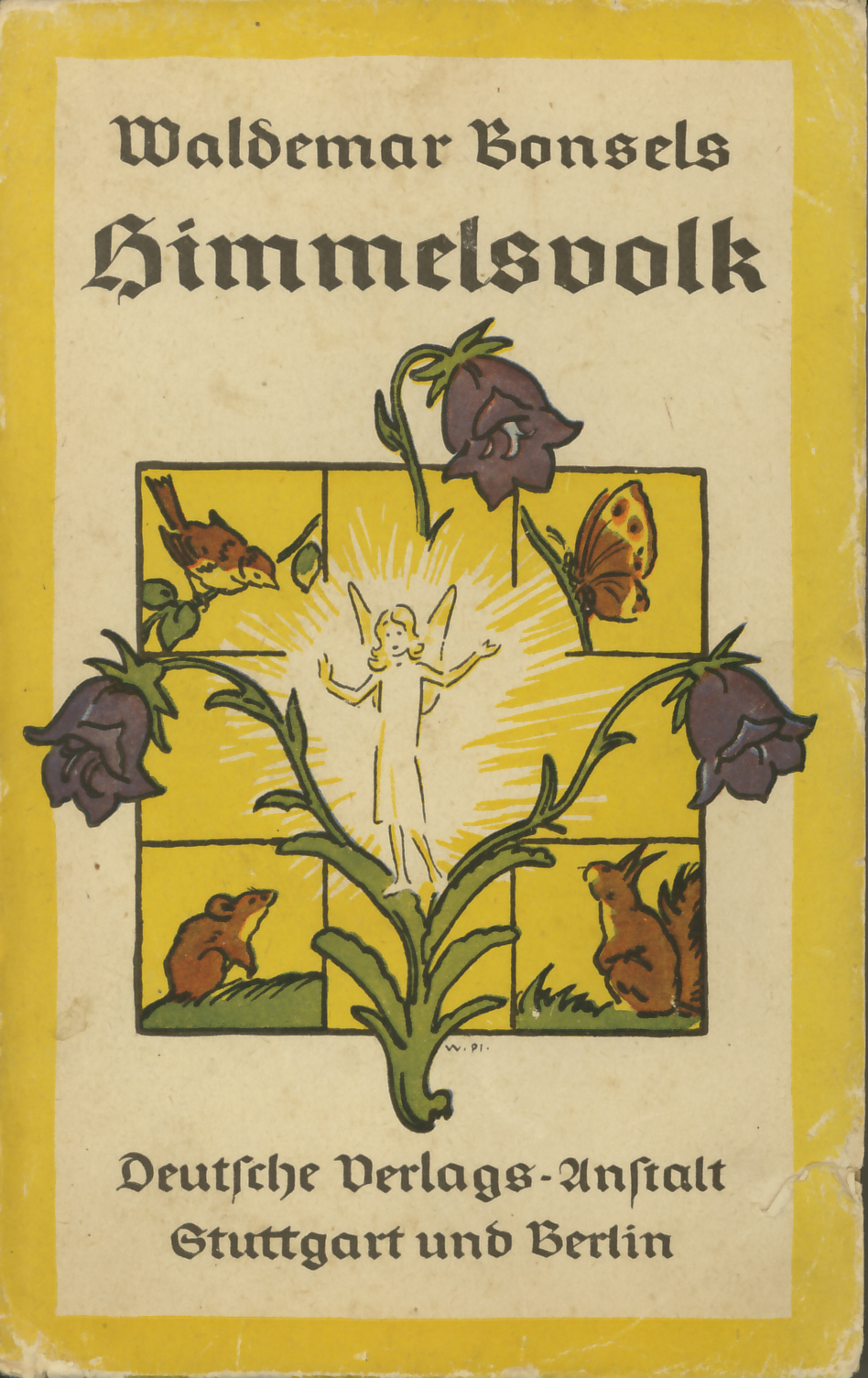
Copertina del Popolo del cielo (Himmelsvolk) edizione 1920 c.a.

Waldemar Bonsels (Ahrensburg, 21 febbraio 1880 – Ambach, 31 luglio 1952) è stato uno scrittore tedesco famoso per i libri L'Ape Maia (Die Biene Maja und ihre Abenteuer, Berlino 1912) e Il popolo del cielo (Himmelsvolk, Berlino 1915).

## Biografia
L'opera più famosa di Waldemar Bonsels è il libro per bambini Die Biene Maja und ihre Abenteuer (L'ape Maia e le sue avventure). Questo lavoro è servito alla base per una serie televisiva animata giapponese intitolata Maya the Honey Bee a metà degli anni '70, così come per un'opera croata per bambini scritta da Bruno Bjelinski, facendo conoscere il lavoro di Bonsels a un pubblico ancora più vasto. L'opera è stata rappresentata nel 2008 a Villach, in Austria, al Festival musicale estivo della Carinzia. Himmelsvolk (Il popolo del cielo) è un seguito con un focus più filosofico, che descrive in termini mistici l'unità di tutta la creazione e il suo rapporto con Dio.
Ha scritto una serie di romanzi e racconti che trattano dell'amore come Eros e del livello superiore dell'amore divino nello spirito del romanticismo (Eros und die Evangelien, Menschenwege, Narren und Helden, ecc.), con il rapporto tra uomo e natura in una vita semplice immutata dalla civiltà moderna (Anjekind, ecc.) e anche un romanzo storico sul tempo di Gesù (Der Grieche Dositos).
Ha viaggiato molto in Europa e in Asia. Indienfahrt (Viaggio in India) è il frutto di uno di questi viaggi.
Bonsels era un antisemita schietto e nel 1933 espresse la sua approvazione per la politica nazista contro gli ebrei, definendo l'ebreo "un nemico mortale" che stava "avvelenando la cultura" in un articolo (NSDAP und Judentum) che fu ampiamente pubblicato.

## Opere (parziale)
- Lista in tedesco

| Titolo                                                      | Anno pubblicazione |
| ----------------------------------------------------------- | ------------------ |
| * Ave vita morituri te salutant                             | 1906               |
| * Mare. Die Jugend eines Mädchens                           | 1907               |
| * Kyrie eleison                                             | 1908               |
| * Blut                                                      | 1909               |
| * Don Juans Tod                                             | 1910               |
| * Das Feuer                                                 | 1910               |
| * Der tiefste Traum                                         | 1911               |
| * Die Toten des ewigen Krieges                              | 1911               |
| * Die Biene Maja und ihre Abenteuer                         | 1912               |
| * Das Anjekind                                              | 1913               |
| * Himmelsvolk                                               | 1915               |
| * Indienfahrt                                               | 1916               |
| * Der Pfarrer von Norby                                     | 1916               |
| * Menschenwege. Aus den Notizen eines Vagabunden            | 1917               |
| * Leben ich grüße dich                                      | 1921               |
| * Eros und die Evangelien. Aus den Notizen eines Vagabunden | 1921               |
| * Narren und Helden. Aus den Notizen eines Vagabunden       | 1923               |
| * Don Juan                                                  | 1919               |
| * Der Wanderer zwischen Staub und Sternen                   | 1926               |
| * Mario und die Tiere                                       | 1928               |
| * Tage der Kindheit                                         | 1931               |
| * Der Reiter in der Wüste                                   | 1935               |
| * Marios Heimkehr                                           | 1937               |
| * Die Reise um das Herz                                     | 1938               |
| * Begegnungen                                               | 1940               |
| * Dositos. Ein mythischer Bericht aus der Zeitenwende       | 1943               |
| * Mortimer. Der Getriebene der dunklen Pflicht              | 1946               |
| * Runen und Wahrzeichen                                     | 1947               |